# Powiat Toyono
Powiat Toyono (jap. 豊能郡 Toyono-gun) – powiat w Japonii, w prefekturze Osaka. W 2024 roku liczył 25 885 mieszkańców.

## Miejscowości
- Nose
- Toyono